# Podlesie (powiat lubaczowski)
Podlesie (do 11 marca 1939 Reichau) – wieś w Polsce położona w województwie podkarpackim, w powiecie lubaczowskim, w gminie Lubaczów. Leży na wschodnim Roztoczu.
W latach 1975–1998 miejscowość należała administracyjnie do województwa przemyskiego.
Wierni Kościoła rzymskokatolickiego należą do parafii św. Andrzeja Boboli w Baszni Dolnej.

## Historia
Wieś powstała pod nazwą Reichau w 1783 roku w czasie tzw. kolonizacji józefińskiej dokonywanej w zaborze austriackim po I rozbiorze Polski. Koloniści, w liczbie 91 osób, pochodzili z północnych Niemiec i byli ewangelikami. Odrębność wyznania spowodowała, że asymilacja mieszkańców Reichau właściwie nie następowała. W 1856 roku został zbudowany zbór (obecnie kaplica rzymskokatolicka) i pastorówka. Ludność niemiecka wsi wzrosła w drugiej połowie XIX wieku do 170 osób. Od tej pory liczba Niemców we wsi systematycznie się zmniejszała, aby w latach dwudziestych XX wieku osiągnąć 45 osób. Ostatni potomkowie kolonistów wyjechali do Niemiec w czasie II wojny światowej. 
W II Rzeczypospolitej wieś w powiecie lubaczowskim województwa lwowskiego. W nocy 8 sierpnia 1944 nacjonaliści ukraińscy z OUN-UPA zamordowali tutaj 30 Polaków.
Decyzją Ministra Spraw Wewnętrznych została zmieniona nazwa miejscowości z niemieckiej Reichau na polską Podlesie od 11 marca 1939.

## Zabytki
Według rejestru zabytków NID na listę zabytków wpisane są:
- cmentarz ewangelicki, 1 poł. XIX, nr rej.: A-389 z 17.06.1994
- dawna plebania ewangelicka, 1856, nr rej.: A-341 z 18.03.2009.

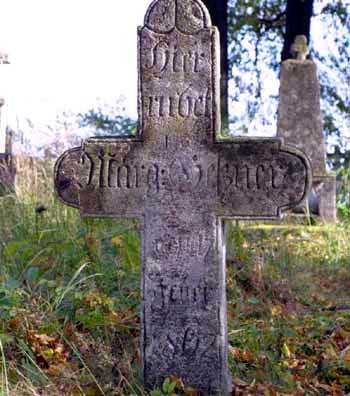
Bruśnieński nagrobek ewangelicki w Podlesiu

Po niemieckich kolonistach pozostał w tej prawosławno-katolickiej okolicy ewangelicki cmentarz, leżący na skraju wsi. Zachowało się około 100 nagrobków. Najstarsze pochodzą z lat dwudziestych XIX wieku, ostatnie z okresu międzywojennego. Z typowymi dla okolicy bruśnieńskimi nagrobkami (z niemieckimi napisami), sąsiadują charakterystyczne ewangelickie, wysokie obeliski. Najczęściej powtarzające się nazwiska to: Mattern, Buffy, Kaufmann, Mauthe, Schick, Walker, Ursel, Gessner i Jaki. Rozpoznawalne są nagrobki pastorów: Johanna Nikolausa Kaufmanna, Wilhelma Walcha i Johanna Labsika.
W okolicach Lubaczowa istniały także inne niemieckie wsie, m.in. Burgau (dziś Karolówka), Freifeld (dziś Kowalówka) i Deutschbach (dziś Polanka Horyniecka).